# Montrose megye
Montrose megye az Amerikai Egyesült Államokban, azon belül Colorado államban található. Megyeszékhelye és legnagyobb városa Montrose. Lakosainak száma 42 679 fő (2020. április 1.). Montrose megye Mesa, San Miguel, Ouray, San Juan, Grand, Delta és Gunnison megyékkel határos.

## Népesség
A megye népességének változása:
| Lakosok száma | 41 187 | 40 918 | 40 748 | 40 713 | 40 946 | 42 679 |
|               | 2010   | 2011   | 2012   | 2013   | 2015   | 2020   |